# Walter Kogler
Walter Kogler (ur. 12 grudnia 1967 w Wolfsbergu) – austriacki piłkarz, występujący na pozycji obrońcy. Uczestnik Mistrzostw Świata 1998.

## Kariera klubowa
Jako junior występował w klubie Wolfsberger AC, jednak profesjonalną karierę rozpoczął w 1990 w Sturmie Graz. Już w pierwszym sezonie gry zaliczył 30 ligowych występów. Po dwóch latach gry w Grazu przeniósł się do stołecznej Austrii Wiedeń. Kolejnym etapem w karierze piłkarza było reprezentowanie barw Austrii Salzburg, w której grał do lutego 1998. Wtedy to został wypożyczony do francuskiego AS Cannes, a po sezonie ostatecznie odszedł z klubu – tym razem do LASK Linz. Tam grał jednak tylko przez pół roku – już w styczniu 1999 jego nowym pracodawcą został FC Tirol Innsbruck. Karierę zakończył w FC Kärnten w sezonie 2003/2004.
| Sezon       | Klub             | Kraj    | Rozgrywki             | Mecze | Bramki |
| ----------- | ---------------- | ------- | --------------------- | ----- | ------ |
| 1990/91     | Sturm Graz       | Austria | Bundesliga            | 30    | 3      |
| 1991/92     | Sturm Graz       | Austria | Bundesliga            | 32    | 3      |
| 1992/93     | Austria Wiedeń   | Austria | Bundesliga            | 34    | 0      |
| 1993/94     | Austria Wiedeń   | Austria | Bundesliga            | 34    | 2      |
| 1994/95     | Austria Wiedeń   | Austria | Bundesliga            | 36    | 2      |
| 1995/96     | Austria Wiedeń   | Austria | Bundesliga            | 33    | 3      |
| 1996/97     | Austria Salzburg | Austria | Bundesliga            | 35    | 2      |
| 1997/98     | Austria Salzburg | Austria | Bundesliga            | 20    | 4      |
| 1997/98 (w) | AS Cannes        | Francja | Division 1            | 11    | 0      |
| 1998/99 (j) | LASK Linz        | Austria | Bundesliga            | 14    | 1      |
| 1998/99 (w) | Tirol Innsbruck  | Austria | Bundesliga            | 14    | 1      |
| 1999/00     | Tirol Innsbruck  | Austria | Bundesliga            | 34    | 0      |
| 2000/01     | Tirol Innsbruck  | Austria | Bundesliga            | 29    | 0      |
| 2001/02     | Tirol Innsbruck  | Austria | Bundesliga            | 33    | 1      |
| 2002/03     | FC Kärnten       | Austria | Erste Liga            | 32    | 0      |
| 2003/04     | FC Kärnten       | Austria | Erste Liga            | 26    | 0      |
|             |                  |         | Łącznie w Bundeslidze | 378   | 22     |

## Kariera reprezentacyjna
W reprezentacja Austrii Kogler zagrał 28 meczów i strzelił 1 bramkę. Uczestniczył w Mistrzostwach Świata 1998, w których jednak nie rozegrał ani jednego spotkania.

## Kariera trenerska
Od 2007 do 2008 Kogler był szkoleniowcem drużyny DSV Leoben. W latach 2008–2012 był trenerem Wackeru Innsbruck. Od 2013 jest trenerem FC Rot-Weiß Erfurt.